# Grüner Bericht
Der Grüne Bericht wird jährlich vom österreichischen Bundesministerium für Land- und Forstwirtschaft, Umwelt und Wasserwirtschaft herausgegeben und beinhaltet die detaillierte Darstellung der Situation der österreichischen Land- und Forstwirtschaft. Primär dient er als umfassendes Informations- und Nachschlagewerk. Eine wesentliche Basis dafür bilden die Ergebnisse der rund 2000 freiwillig buchführenden Betriebe. 
Bei der Erstellung des Grünen Berichtes nimmt die § 7 Kommission eine zentrale Stellung ein, diese klärt einvernehmlich die Inhalte. Die Kommission besteht aus je einem Mitglied der im Nationalrat vertretenen Parteien, der Präsidentenkonferenz der Landwirtschaftskammern Österreichs, der Wirtschaftskammer Österreichs, der Bundesarbeiterkammer und des österreichischen Gewerkschaftsbundes.

## Entstehung
Im Jahre 1960 einigte sich die große Koalition (bestehend aus SPÖ und ÖVP) auf das erste Landwirtschaftsgesetz. Bundesminister Eduard Hartmann veranlasste, dass der erste Grüne Bericht 1960 erschien und seit diesem Zeitpunkt erscheint jährlich eine neue Ausgabe dieses Informations- und Nachschlagewerkes.

## Gesetzliche Grundlage
Der Grüne Bericht basiert auf dem Landwirtschaftsgesetz 1992 § 9. Dieses sieht vor, dass jährlich ein Bericht des Bundesministeriums für Land- und Forstwirtschaft, Umwelt und Wasserwirtschaft über die Lage der österreichischen Landwirtschaft zu erfolgen hat. 
Laut § 9 Abs. 3 müssen im Grünen Bericht Daten bereitgestellt werden, welche die wirtschaftliche Lage der österreichischen Landwirtschaft aus dem jeweiligen abgelaufenen Kalenderjahr enthalten, strukturiert nach Betriebsgrößen und -formen sowie Produktionsgebieten. Weiters ist geregelt, dass der Grüne Bericht die Stellung der Landwirtschaft innerhalb der österreichischen Volkswirtschaft, die internationalen agrarwirtschaftlichen Rahmenbedingungen, die Entwicklung des agrarischen Außenhandels und die landwirtschaftliche Produktion sowie die Auswirkungen der Förderungsmaßnahmen beinhalten muss. 
Laut Abs. 4 des LW Gesetz 1992 müssen für den Grünen Bericht die Ergebnisse von über 2000 buchführenden Betrieben herangezogen werden, welche das Kernstück dieses Berichts bilden.  

## Bedeutung
Der Grüne Bericht dient als Grundlage für agrar- und förderungspolitische Maßnahmen. Im Internationalen Kontext wird er von Organisationen wie OECD und FAO herangezogen. Für das Bundesministerium für Finanzen stellt dieser die Basis für die Festsetzung der Pauschalierungssätze. Weiters bildete er oftmals die Grundlage für die Planung im Industrie- und Gewerbebereich insbesondere in Vor und Nachgelagerten Bereichen. Darüber hinaus ist er für die Abschätzung der Ausgaben im Rahmen der volkswirtschaftlichen Einkommensrechnung ein wichtiges Instrument. Außerdem ist der Grüne Bericht für Banken, Gutachter sowie für die Forschung ein wichtiges Nachschlagewerk. 

## Inhalte des Grünen Berichtes
Der Grüne Bericht gegliedert sich in acht Kapitel.
- Gesamtwirtschaft und Agrarsektor
- Produktion und Märkte
- Agrarstrukturen und Beschäftigung
- Auswertungsergebnisse der Buchführungsbetriebe
- Maßnahmen für die Land- und Forstwirtschaft, Umwelt und Wasserwirtschaft
- Nachhaltige Entwicklung der Land-, Forst- und Wasserwirtschaft
- Landwirtschaft im Internationalen Zusammenhang
- Empfehlungen der § 7-Kommission

## Grüne Berichte der Länder
Alle österreichischen Bundesländer verfassen jeweils einen eigenen Grünen Bericht über die Situation der jeweiligen Bundesländer, da die Landwirtschaft laut Verfassung auch Landeskompetenz ist. 